# Ready or Not (canción de The Fugees)
«Ready or Not» es el segundo sencillo del álbum The Score publicado en 1996 por el grupo de hip hop The Fugees. La canción contiene un sample de "Boadicea" de Enya, y su estribillo está basado en la canción "Ready or Not Here I Come (Can't Hide from Love)" de The Delfonics. La canción pasó dos semanas en el puesto más alto del UK Singles Chart en septiembre de 1996. La cantante Enya decidió demandar al grupo por infracción de copyright, al no haber consentido el sampleo de su canción "Boadicea", de su álbum de 1992 The Celts. Posteriormente se logró un acuerdo extrajudicial. La canción fue versionada por el artista de house europeo The Course en 1997. Alcanzó el puesto #5 en Inglaterra en abril de ese año.
El ex-Presidente de los Estados Unidos Barack Obama nombró "Ready or Not" como su canción favorita en una lista top 10 publicada por la revista Blender en agosto de 2008.

## Lista re canciones
UK CD1
1. «Ready Or Not» (Radio Versión) - 3:47
2. «Ready Or Not» (Salaam's Ready For The Show Remix) - 4:24
3. «Ready Or Not» (Handel's Yaard Vibe Mix) - 4:41
4. «The Score» - 4:32

UK CD2
1. «Ready Or Not» (Álbum Versión) - 3:50
2. «How Many Mics» - 4:23
3. «Freestyle» - 5:03
4. «Blame It On The Sun» - 5:41